# Daberbach (Tauernbach)

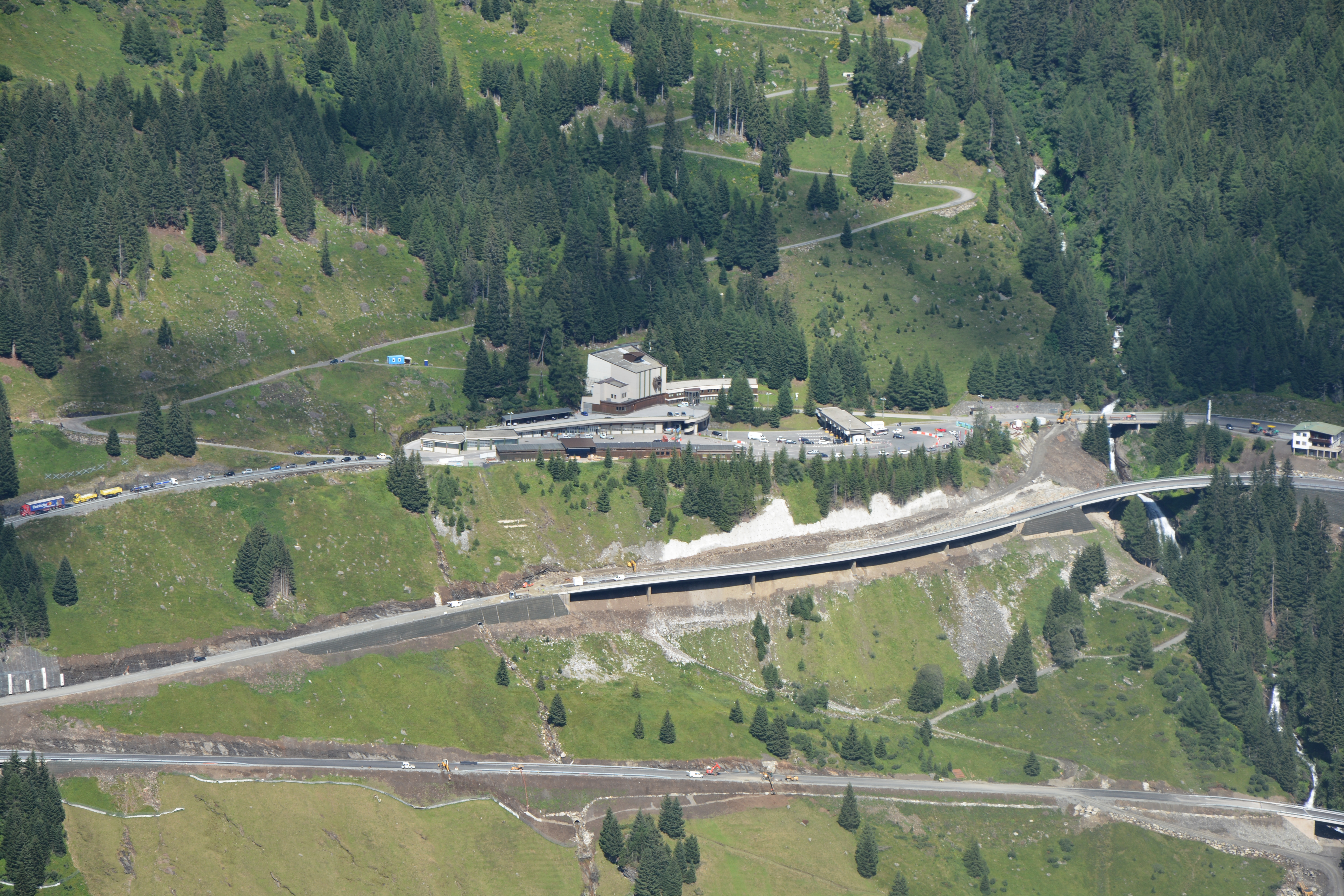
Felbertauerntunnel mit dem rechts vorbeifließenden Daberbach

Der Daberbach, auch Daberlesbach, ist ein orographisch linker Nebenfluss des Tauernbachs im Bezirk Lienz (Osttirol). Er liegt im Norden des Gemeindegebiets von Matrei in Osttirol.

## Lage und Verlauf
Der Daberbach wird vom Dabersee gespeist, in dem sich das Schmelzwasser des nordöstlich gelegenen Daberkees sammelt. Vom Abfluss des Dabersees ausgehend fließt der Daberbach zunächst in südwestlicher Richtung gemächlich talwärts, ändert seine Richtung in rund 2350 m ü. A. Metern Höhe nach Westnordwest, bevor er schließlich ab einer Höhe von rund 2000 m ü. A. immer steiler abzufallen beginnt und seine Richtung nach Westsüdwest bzw. Südwest ändert. In rund 1950 m ü. A. nimmt der Daberbach dabei rechts einen kurzen Seitenbach auf. Im schluchtartig ausgebildeten Unterlauf führt die zwischen 2014 und 2015 in diesem Bereich neu errichtete Felbertauern Straße in zwei Kehren über den Daberbach, wodurch der Daberbach von drei Brücken überspannt wird. Südlich der Ruggentaleralm mündet der Daberbach schließlich kurz nachdem sie die von der Felbertauernstraße zum Matreier Tauernhaus abzweigenden Straße passiert hat in den Tauernbach. 

## Fauna und Flora
Im Bereich der Mündung des Daberbachs in den Tauernbach bestehen durch Kuppen und Mulden strukturierten Weidefläche, die einen relativ artenreichen Borstgrasbestand aufweisen. Der Daberbach ist im gesamten Verlauf unverbaut und ist von menschlichen Eingriffen lediglich durch gelegentliche Ausbaggerungen im Mündungsabschnitt sowie den Querungen der Felbertauern Straße betroffen. Im Unterlauf bis zum Beginn der Schluchtstrecke gilt der Daberbach als Fischgewässer, das den Fischen aus dem Tauernbach Einstands- und Rückzugsmöglichkeiten bietet. Die Schluchtstrecke selbst ist von Schussrinnen auf anstehendem Fels, kleinen Wasserfällen, Kolk-Furt-Sequenzen und kleinen Ausweitungen mit Verzweigungen geprägt. Bachbegleitend finden sich verschiedene Weidenarten und Grünerlen sowie anschließend an nicht felsigen Standorten lichter Lärchen-Fichten-Mischwald. Steine im Bachbett sowie die Felseinhänge sind mit Laubmoosen, Flechten und Bärlappen bewachsen, im Bereich von Quellzutritten kommen zudem geschützte Sternsteinbrech- und Fetthennensteinbrechmatten vor.

## Nutzung
Am Daberbach besteht eine Wasserfassung (Tiroler Wehr) zum Zwecke der Löschwasserentnahme für den Felbertauerntunnel.
Zu Beginn des 21. Jahrhunderts gab es Pläne seitens der Felbertauernstraßen-AG, den Daberbach energiewirtschaftlich für den Betrieb des Felbertauerntunnels zu nutzen. Hierfür war eine Fassung des Daberbaches in 1775 m ü. A. sowie eine Druckleitung mit 825 Metern Länge zu einem Kraftwerkshaus knapp oberhalb der Mündung geplant gewesen. Auf Grund der geringen Ausbauwassermenge und dem stark schwankenden Wasserdargebot wurde dem Projekt jedoch nur ein geringes öffentliches Interesse attestiert, wobei das Projekt gleichzeitig ein starker Eingriff in den Lebensraum, in den Naturhaushalt und in das Landschaftsbild gewesen wäre. Daher erhielt das Projekt keine naturschutzrechtliche Bewilligung. Pläne zu einer Errichtung eines Kraftwerks wurden von der Felbertauernstrassen AG jedoch auch Anfang der 2010er Jahre verfolgt.